# 文森特·迪维尼奥
文森特·迪维尼奥（英語：Vincent du Vigneaud，1901年5月18日—1978年12月11日），美国生物化学家，1955年获诺贝尔化学奖。他因最早合成了催产素 (Oxytocin) 和抗利尿激素 (Vasopressin) 而闻名。

## 生平
迪维尼奥于1918年毕业于Schurz高中后，在伊利诺伊大学香槟分校化学系学习。他受卡尔希普讲座的影响。在1924年获得硕士学位后，他加入了杜邦公司。
1924年6月12日，婚后的迪维尼奥重新开始他的学术生涯。在1925年，他参加了小组在罗切斯特大学的博士学位论文。他于1927年以他的论文《胰岛素中的硫磺》毕业。
在约翰·霍普金斯大学医学院的约翰·雅各布·阿贝尔担任博士后职位之后，他于1928-1929年以欧洲国家研究委员会研究员的身份前往欧洲，他与马克斯·伯格曼在德国威廉皇帝研究所合作，在德累斯顿和爱丁堡大学医学院的乔治•巴杰在一起研究。然后，他回到伊利诺伊大学担任教授。
他于1932年前往华盛顿特区的乔治·华盛顿大学医学院，1938年去了纽约市的康奈尔医学院，直到1967年被授予荣誉为止。退休后，他在康奈尔大学任职。
1974年，他患了中风，结束学术生涯。他于妻子去世一年后离世。